# 김연철
김연철(金鍊鐵, 1964년 5월 7일~)은 대한민국 정치외교학자, 인제대학교 교수이다. 강원도 동해 출생이다. 조선민주주의인민공화국의 산업화 과정을 분석하여 '수령제'라고 하는 정치체제를 갖게 된 기원을 밝힌 논문으로 성균관대학교에서 정치학 박사 학위를 받았다. 2017년 대선 때 문재인 후보 캠프에서 활동하여 2018년 통일연구원 원장에 임명되었다. 2019년 4월 문재인 정부의 통일부 장관이 되었으나, 2020년 6월 북한의 남북공동연락사무소 폭파로 인해 장관직에서 사퇴했다.

## 학력
- 1980~1983: 북평고등학교
- 1983~1990: 성균관대학교 정치외교학 학사
- 1990~1992: 성균관대학교 대학원 정치외교학 석사
- 1992~1993: 성균관대학교 대학원 정치외교학 박사

## 경력
- 1997년~2002년: 삼성경제연구소 북한연구팀 수석연구원
- 2004년~2006년:  통일부 장관 정책보좌관
- 2008년~2010년: 한겨레평화연구소 소장
- 2010년~: 인제대학교 통일학부 교수
- 2018년~2019년: 제16대 통일연구원 원장
- 2019년 4월 8일~2020년 6월 19일: 제40대 통일부 장관
- 2021.3~ : 한반도평화포럼 이사장

## 저서
- 《협상의 전략》. 휴머니스트. 2016년. ISBN 9788958623359
- 《70년의 대화》. 창비. 2018년. ISBN 9788936486235

## 수상
- 2009년: 제15회 통일언론상 대상

## 논란

### 부동산 투기 양도소득세 탈세
김연철은 1993년 당첨된 서울 서초동 삼성래미안 아파트 분양권을 전매하면서 다운계약서를 작성했다. 
1999년에는 서울 방배동 삼호아파트를 7500만원에 구매해 4년 후 같은 가격에 팔았다고 신고했다. 이는 당시 이 아파트 시세보다 최소 수천만원 낮은 가격이다. 
김연철 부부는 또 2003년 방배 궁전아파트, 2004년 방배 삼호아파트를 살 때도 시세보다 낮은 가격으로 거래했다고 신고했다. 2003년 9,800만 원에 산 방배동 궁전아파트를 2년 뒤 5억 2천만 원에 팔아 5배 넘는 차익을 봤다. 그런데 나중에 양도소득세를 낼 때는 "사실 3억 원에 샀다"며 바꿔서 신고했다. 양도세를 적게 내려고 일부러 매입가를 높였다는 의혹이 제기되었다. 또, 2004년 계약서 상 1억7천900만 원에 샀던 방배동의 삼호아파트를 11억여 원에 팔고, 시세차익은 6억여 원에 그친다고 신고했다.
김연철은 2005년 경기도 남양주의 토지를 매입할 때도 다운계약서를 썼다. 유기준 의원은 "김연철은 아파트만 5건, 분양권 2건, 토지 1건을 포함해 부부가 시세차익을 노리고 8번의 다운계약서를 작성했다"고 지적했다. 김연철은 2019년 3월 26일 인사청문회에서 제기된 의혹을 시인했다. 

### 부동산 차명거래 의혹
김연철의 처제가 2016년 6월 논산의 주공아파트를 매입했는데, 당시 처제는 미국에 있었고, 김연철의 배우자가 처제를 대신해 계약을 진행했다. 정진석 의원은 "위임장도 없이 어떻게 부동산 거래가 가능한가"라고 지적하며 "김연철이 신고한 재산이 6억2000만원 정도인데, 지난 7년 미국 유학 중인 두 딸에 송금한 유학비용이 5억6000만원 정도"라며 "처제의 통장에서 빠진 뭉칫돈이 유학비용으로 송금됐다는 합리적인 의심을 갖는 것"이라고 설명했다.
김재경 의원은 김연철의 아내와 처제의 부동산 거래내역에 대해 질의하며 부동산 차명거래 의혹을 제기했다. 2011년 9월 김연철이 경상남도 김해에서 대학 교수로 재직할 당시 처제 소유의 다세대주택에 머물렀던 사실을 지적하며 "집 주인이 누구냐를 밝히기 위해 누구 돈인지를 들여다봐야 한다"고 자료 제출을 요청했다. 김연철이 머물렀던 김해 다세대주택은 2011년 2월 처체가 매입한 바 있다. 김연철이 김해 근무를 마치고 서울 전입한 후인 2014년 매각된 것으로 나타나면서 차명거래 의혹이 제기됐다.

### 박왕자 피격 사건은 통과의례 주장
2010년 언론 기고문에서 박왕자 피격사건에 대해 김연철은 "총격 사건으로 관광객이 사망하는 사건·사고들은 일찍 시작했어도 우리가 겪어야 할 통과의례였다"고 주장했다.

### 이적 단체 옹호
남한을 미 제국주의 식민지로 규정하고 북한 선군정치를 찬양하여 대법원에서 이적단체로 규정한 한국청년단체협의회의의 활동에 대해 2002년 법정에서 옹호하였다. 한겨레 평화연구소장으로 일하던 2008년 이적 활동 혐의를 받는 한국청년단체협의회의 무죄 선고를 촉구하는 선언문에 서명하였다. 선언문에는 국가보안법을 폐지해야 한다는 내용도 담겨있다.

### 대북관
김연철은 논문과 저서에서 대북제재 무용론과 핵 동결론을 주장하였다. 2016년 펴낸 논문 《대북제재의 편견과 북방 경제의 미래》에서 "힘으로 북한을 굴복시키겠다는 제재론은 목적을 달성하지 못한 채 상황만 악화시켰다. 제재에 관한 편견이 오랫동안 한반도 정세를 악화시키고 있다"고 주장했다. 2017년 동아시아재단의 정책논쟁 기고문에서 "핵 동결이 이뤄지면 시간을 벌 수 있다. 비핵화에 앞서 핵 동결이 중요하다"고 주장했다.